# Tolmerus calvus
Tolmerus calvus là một loài ruồi trong họ Asilidae. Tolmerus calvus được Lehr miêu tả năm 1972. Loài này phân bố ở vùng Cổ Bắc giới và châu Á.